# فرودگاه سیرکل هات اسپرینگز
فرودگاه سیرکل هات اسپرینگز (به انگلیسی: Circle Hot Springs Airport) یک فرودگاه همگانی بهره‌برداری هوایی با کد یاتا CHP است که یک باند فرود شن دارد و طول باند آن ۱۱۱۳ متر است. این فرودگاه در کشور ایالات متحده آمریکا قرار دارد و در ارتفاع ۲۹۱ متری از سطح دریا واقع شده‌است.